# Pilocrocis dichocrosialis
Pilocrocis dichocrosialis là một loài bướm đêm trong họ Crambidae.